# Петровский (Миллеровский район)
Петровский — хутор в Миллеровском районе Ростовской области. Входит в состав Волошинского сельского поселения.

## География
На хуторе имеется одна улица: Степная.

## Население
| 2010 |
| ---- |
| 3    |